# Я, бабушка, Илико и Илларион
«Я, бабушка, Илико и Илларион» (груз. მე, ბებია, ილიკო და ილარიონი) — роман Нодара Думбадзе, напечатанный в 1960 году на грузинском языке.
В 1964 году в тбилисском издательстве «Литература да хеловнеба» вышел перевод на русский язык, сделанный Зурабом Ахвледиани, после чего роман получил широкое признание не только в Грузии, но и во всём СССР. В 1966 году Думбадзе получил премию Ленинского комсомола за повести «Я вижу солнце» и «Я, бабушка, Илико и Илларион».

## Персонажи
- Зурико  (Зураб Вашаломидзе), грузинский мальчик
- бабушка Ольга, бабушка Зурико
- Илико (Илико Чигогидзе), сосед Зурико
- Илларион (Илларион Шеварднадзе), сосед Зурико
- Мери, одноклассница Зурико
- Цира, девушка, с которой Зурико учится в Тбилиси

## Сюжет
В грузинском селе в Гурии живёт мальчик Зурико. Он сирота и живёт у бабушки. Учится он плохо, но это не мешает ему оставаться весёлым и чутким. События начинаются в 1940 году, когда Зурико заканчивает шестой класс, и продолжаются до 1950(?) года, когда Зурико оканчивает университет.

### Содержание по главам
- БАБУШКА. Зурико неделю не ходил в школу и ему вызывают врача, чтобы получить справку о выдуманной болезни. Врач быстро разоблачает симулянта, выпивает стакан водки и уезжает.
- ОХОТА. Илларион и Зурико идут охотиться на зайцев. На охоте они крепко выпивают, Илларион случайно убивает собаку Зурико — Мураду. Вечером они хоронят собаку и устраивают поминки.
- КРОВЬ ЗА КРОВЬ. Илико просит у Иллариона три пуда вина, тот отказывает. Ночью Илико пытается украсть вино, но попадает в западню, подстроенную Илларионом и Зурико. Всё завершается дружеской попойкой.
- СТОРОЖ. Зурико забирается на колхозную плантацию и, сидя на верхушке дерева (так в тексте) лакомится виноградом. За этим занятием его застигает Илико, который работает колхозным сторожем. Чтобы не сдавать приятеля и в то же время показать своё рвение начальству, Илико выдаёт за вора собственную козу.
- ОБЩЕЕ СОБРАНИЕ. Зурико выступает на общем собрании колхоза и предлагает «снять председателя и избрать нового — который бы жил поближе к конторе».
- БУРКА, САПОГИ И НОСКИ. Зима 1941—1942. В селе собирают подарки для красноармейцев. Илико отдаёт свою бурку, Илларион — новые сапоги, а бабушка вяжет шерстяные носки.
- ЛИТЕРАТУРНЫЙ ВЕЧЕР. Зурико сочиняет стихи о любви и читает их Илико и Иллариону.
- ПЕРВАЯ ЛЮБОВЬ. Зурико влюблён в одноклассницу Мери. Друг помогает ему составить напыщенное любовное послание. По недоразумению Мери передаёт его бабушке как записку от учителя Зурико.
- ОДИННАДЦАТЬ ПУДОВ КУКУРУЗЫ. Илико ждёт, что его любимая свинья Серапиона опоросится. Он заранее обменивает её будущих поросят на кукурузу. Происходит несчастье и свинья рожает двенадцать мёртвых поросят. Друзья справляют по ним поминки.
- АТТЕСТАТ ЗРЕЛОСТИ. Весна 1945 года. Зурико оканчивает школу, получает аттестат со сплошными тройками и уезжает в Тбилиси поступать в университет.
- ПОЕЗД. Зурико едет в Тбилиси. В вагоне он с другими пассажирами весело пьёт водку, потом засыпает и видит во сне бабушку, Илико и Иллариона.
- ЧТО ТАКОЕ ДОМ. Зурико учится на экономическом факультете и снимает комнату у тёти Марты. Он живёт без прописки и управдом Доментий ведёт его в милицию. По дороге они заходят в ресторан. Доментий уверен, что обедает за счёт Зурико, напивается и засыпает. Зурико расплачивается деньгами управдома и несёт его проспаться к себе в кровать.
- КОГО Я ВИЖУ! Зурико вечером рассказывает тёте Марте историю, как они с Илларионом хотели ночью полакомиться черешней у Илико, а Илико выстрелил солью и ранил Иллариона. Наутро в гости к Зурико приезжает из села Илларион.
- ЕЩЁ ОДИН ОДНОГЛАЗЫЙ. У Иллариона болит глаз. Зурико ведёт его к частному врачу. Врач оказывается шарлатаном. Они напиваются. «Скорая помощь» увозит Иллариона в больницу, где ему делают операцию и вставляют стеклянный глаз.
- ЗДРАВСТВУЙ, ИЛЛАРИОН! Илларион возвращается в село и очень боится, что Илико будет насмехаться над его стеклянным глазом. Без насмешек не обходится, но дружба берёт верх.
- ЦИРА. Зурико учится вместе с красивой голубоглазой девушкой по имени Цира. Цира признаётся ему в любви, но Зурико не готов ответить ей тем же.
- ШИОМГВИМЕ. Студенты едут на экскурсию в монастырь Шиомгвиме. После экскурсии все напиваются. Зурико признаётся изумлённой Цире, что любит оставшуюся в деревне Мери.
- ДРОВА. Кто-то ворует дрова у Илико. Чтобы наказать вора, Илико начиняет дрова динамитом. Вскоре Илларион занимается самогоноварением и его котёл взрывается от порции дров.
- КЛАД. Зурико приезжает в село на летние каникулы. Вместе с Илларионом он подбрасывает в виноградник Илико кувшин с запиской, где сообщается о зарытом кладе. Целую неделю Илико неистово занимается раскопками, а друзья потешаются над ним.
- ПАКИЗО. Корова по кличке Пакизо состарилась и друзья решают сдать её «на заготовки». На заготовительном пункте корова умирает прямо на весах. Зурико оканчивает университет и возвращается в село. Он мечтает построить дом, жениться на Мери и вырастить двенадцать детей. В день его приезда бабушка умирает.

## Отзывы
С детства и до сих пор восхищает меня «Я, бабушка, Илико и Илларион» — вещь, сочетающая несочетаемое: абсолютно безумный юмор, даже гротеск — и тихий, ненавязчивый лиризм, образующие вместе метафору утекающего времени, оставляющего несмываемые следы в пространстве памяти.
Данила Давыдов

Опубликованный в 1960 году и проникнутый духом неореализма первый же роман писателя — «Я, бабушка, Илико и Илларион» — вызвал большой интерес у читателей. Этот воспроизводящий жизнь грузинской деревни во время Великой Отечественной войны и повествующий о невинных, порой даже наивных приключениях её жителей, — на первый взгляд, легкий, окрашенный юмором текст — проникнут глубокой печалью. Смех, как защитная маска, скрывает безграничную человеческую боль: жизнь растущего без родителей мальчика обнажает трагедию войны, людское бессилие, неспособность предотвратить боль и пустоту, которые несёт война. За горьким смехом — глобальные вопросы: зачем нужна война? за что гибнут люди? как отражается война на жизни молодого поколения? Грустный юмор характерен и для других созданных в 60-70-е годы текстов Нодара Думбадзе.
И. Ратиани

## Адаптации
В 1963 году на экраны вышел одноимённый фильм, снятый по этому роману на киностудии «Грузия-фильм» режиссёром Тенгизом Абуладзе.
По роману были поставлены спектакли, в частности в театре имени Моссовета, где роль Илико играли Сергей Юрский и Александр Леньков, а бабушку — Ольга Остроумова; в Ленинградском академическом Большом драматическом театре имени М. Горького (реж. Рубен Агамирзян, 1964 год) — Зурико — Владимир Татосов, Илларион — Ефим Копелян, а также в Московском ТЮЗе, где бабушку играла Лия Ахеджакова (в 1973 году).

### Комментарии
1. ↑  Название села в романе не называется. Однако это — Хидистави, где Думбадзе проводил много времени в детстве. В селе расположен мемориальный музей писателя, а его места воспроизведены в тексте с документальной точностью.